# Васюнін Олег Васильович
Олег Васильович Васюнін (рос. Олег Васильевич Васюнин; нар. 11 квітня 1959, Прокоп'євськ, Кемеровська область, РРФСР, СРСР) — радянський хокеїст, захисник.

## Спортивна кар'єра
Вихованець клубу «Шахтар» Прокоп'євськ. З 1979 по 1989 виступав за «Сокіл» (Київ), провів 226 матчів, у ворота суперників закинув 9 шайб та зробив 35 результативних передач. На початку сезону 1989/90 переїхав до Угорщини, де виступав за місцеві команди: «Лехел», «Секешфегервар» і «Дьйор». Кар'єру хокеїста завершив у 2004 році.
У складі київського «Сокола» став фіналістом Кубка Шпенглера 1986 року.
Його син — Васюнін Артем Олегович також хокеїст, виступає у чемпіонаті Угорщини.

## Статистика
Статистика виступів у вищій лізі чемпіонату СРСР.
| Сезон                    | Команда                  | Ліга                     | І   | Г  | П  | 0  | Штр |
| ------------------------ | ------------------------ | ------------------------ | --- | -- | -- | -- | --- |
| 1979/80                  | «Сокіл» (Київ)           | вища                     | 6   | 1  | 0  | 1  | 2   |
| 1980/81                  | «Сокіл» (Київ)           | вища                     | 10  | 2  | 2  | 4  | 10  |
| 1981/82                  | «Сокіл» (Київ)           | вища                     | 23  | 2  | 0  | 2  | 14  |
| 1982/83                  | «Сокіл» (Київ)           | вища                     | 40  | 1  | 3  | 4  | 22  |
| 1983/84                  | «Сокіл» (Київ)           | вища                     | 40  | 1  | 8  | 9  | 23  |
| 1984/85                  | «Сокіл» (Київ)           | вища                     | 32  | 0  | 9  | 9  | 8   |
| 1985/86                  | «Сокіл» (Київ)           | вища                     | 32  | 0  | 9  | 9  | 8   |
| 1986/87                  | «Сокіл» (Київ)           | вища                     | 26  | 1  | 3  | 4  | 8   |
| 1987/88                  | «Сокіл» (Київ)           | вища                     | 37  | 2  | 5  | 7  | 28  |
| 1988/89                  | «Сокіл» (Київ)           | вища                     | 35  | 1  | 5  | 6  | 12  |
| Усього у вищій лізі СРСР | Усього у вищій лізі СРСР | Усього у вищій лізі СРСР | 278 | 11 | 35 | 46 | 145 |